# Kalajokilaakso
Kalajokilaakso är en dagstidning (6-dagars sedan 1984) som utkommer sedan 1927 i Ylivieska.
Kalajokilaakso har sedan starten varit oavhängig, med undantag för en kort period 1953–1957, då den var organ för Samlingspartiet. Tryckeribolaget Keski-Pohjanmaan kirjapaino Oyj som utger Keskipohjanmaa i Karleby övertog 1986 en betydande del av aktierna i Kalajokilaakso. Upplagan var 2009 omkring 7 430 exemplar.